# Martin Topel
Martin Topel (* 23. Mai 1962 in München) ist ein deutscher Industriedesigner und Hochschulprofessor.

## Leben
Topel studierte Industriedesign auf der Mathildenhöhe in Darmstadt. Nach Tätigkeit für Matteo Thun in Mailand war er 1990 Mitbegründer des Studio Topel und Pauser Industrial Design. Bis zum Jahr 2000 entstanden Büros in Stuttgart, Darmstadt und Frankfurt.
Er wurde 1999 in den Deutschen Werkbund berufen. Für seine Arbeiten wurde er mehrfach ausgezeichnet, darunter mehrere iF Design Awards und den red dot design award.
2000 erhielt er einen Ruf auf die Professur für Investitionsgüter und Systemdesign (Entwurf) der Bergischen Universität Wuppertal.
Sein Lehrstuhl beschäftigt sich mit der Produktentwicklung von Investitionsgütern und Produktsystemen. Dabei liegt der Schwerpunkt auf der Analyse und Bewertung des ganzheitlichen Produktkontextes und der Entwicklung schutzrechtsfähiger Innovationen im Rahmen funktionaler und ökonomischer Rahmenbedingungen.
2001 gründete er, zusammen mit Gert Trauernicht Visionlabs an der Universität Wuppertal, eine Projektplattform zur visionären Produktentwicklung mit Industriepartnern. Im Jahr 2002 folgte die Gründung der Agentur Squareone GmbH in Düsseldorf.

## Auszeichnungen
- 1990: Marlboro Design Förderpreis, in Zusammenarbeit mit Industriedesigner Axel Baumhöfner[1]
- 1991: Design Innovation, Design Zentrum NRW
- 1991: Award of Master, Corporate Design & Video
- 1992: Designzentrum NRW für „Hohe Designqualität“
- 1993: Innovationspreis Verpackung, Duales System Bonn
- 1994: Bundespreis f. herv. innovatorische Leistung
- 1994: IF Design Award, Hannover
- 1994: Bundespreis Produktdesign der Bundesrepublik Deutschland
- 1994: Kunststoffprodukt des Jahres
- 1995: IF Design Award, Hannover
- 1995: IF Design Award, Hannover, Ökologie
- 1995: Design Innovation, Design Zentrum NRW
- 1997: Design Preis Schweiz
- 1998: Kunststoffprodukt des Jahres
- 1998: Design Austria 1× Auszeichnung, 2× Anerkennungen
- 1998: IF Design Award, Hannover
- 1999: Designpreis Rheinland-Pfalz
- 1999: Design Innovation, Design Zentrum NRW
- 1999: Design Center Stuttgart Designpreis
- 1999: Design Preis Schweiz
- 2001: IF Design Award, Hannover
- 2002: Design Center Stuttgart
- 2003: Red Dot, Design Zentrum NRW, Essen
- 2007: Nominierung „Deutscher Designpreis“ der Bundesrepublik Deutschland
- 2007: IF Design Award, Hannover
- 2008: Red Dot, Design Zentrum NRW, Essen
- 2009: IF Design Award, Hannover
- 2009: Nominierung „Deutscher Designpreis“ der Bundesrepublik Deutschland